# Penstemon vizcainensis
Penstemon vizcainensis är en grobladsväxtart som beskrevs av R. Moran. Penstemon vizcainensis ingår i släktet penstemoner, och familjen grobladsväxter. Inga underarter finns listade i Catalogue of Life.